# Пољане при Примсковем
Пољане при Примсковем (словен. Poljane pri Primskovem) је насељено место у општини Шмартно при Литији, Средњесловенска регија, Словенија.

## Историја
До територијалне реорганизације у Словенији биле су у саставу старе општине Литија.

## Становништво
У попису становништва из 2011. Пољане при Примсковем су имале 26 становника.
| Број становника према пописима | Број становника према пописима | Број становника према пописима |
| ------------------------------ | ------------------------------ | ------------------------------ |
| 1991                           | 2002                           | 2011                           |
| 27                             | 24                             | 26                             |

Напомена: До 1953. исказивано под именом Пољане, а од 1953. до 1955. године под именом Пољане при Великем Габру.